# Stade Grimonprez Jooris
El Stade Grimonprez Jooris era un estadio multiusos utilizado principalmente para partidos de fútbol ubicado en la ciudad de Lille en Francia.

## Historia
Fue construido en 1974 como reemplazo del Stade Henri-Jooris, estadio que fue demolido para construir el Canal de la Deûle, aunque fue inaugurado el 25 de octubre de 1975 como la sede del Lille OSC, que jugó su primer partido en el estadio ante el Feyenoord de Países Bajos que terminó con empate 1-1. El nombre del estadio fue en homenaje al entrenador Henri Jooris y por el jugador de hockey sobre hierba Félix Grimonprez que participó en dos Juegos Olímpicos.
La capacidad original del estadio era de 25000 espectadores pero en el 2000 fue reducida a 17000 con el fin de cumplir con las normas de seguridad. En ese año fue renovado y su capacidad aumentó a más de 21000 espectadores pero solo 14000 estaban sentados, pero al no cumplir con las normas de la FIFA el Lille OSC tuvo que jugar sus partidos de la Liga de Campeones de la UEFA 2001-02 en el Stade Félix-Bollaert.
El estadio cumplió con las normas de la UEFA en 2002 cuando el Lille OSC se privatizó, pero los nuevos dueños querían construir un nuevo estadio para al menos 60000 espectadores utilizado una alianza público-privada para su financiamento a pesar de los esfuerzos del municipio de que el club se mantuviera en el Stade Grimonprez Jooris.
En junio se aprobaría un plan para aumentar la capacidad del estadio a más de 33000 espectadores, inicinado labores en diciembre de 2004, pospuestas para inicios de 2005, pero se vino abajo por culpa de los preservacionistas que buscaban salvar la Citadel de Lille, la cual iba a cerrar si el proyecto se realizaba. Los atrasos de las obras provocaron que el Lille OSC tuviera que jugar la Liga de Campeones de la UEFA 2005-06 en el Stadium Nord Lille Métropole y en el Stade de France.
Luego de dos años de batallar en la corte se decretó el estadio dejaría de existir, con lo que el proyecto de 6 millones de euros falló y en enero de 2007 se determinó que el estadio fuera demolido, la cual se dio en 2010.
El último partido del Lille OSC fue el 15 de mayo de 2004 ante el SC Bastia por la Ligue 1 con victoria para los locales por 2-0, siendo Matt Moussilou el anotador del último gol en el estadio.